# 김혜옥 (다이빙 선수)
김혜옥(1973년 4월 22일~)은 조선민주주의인민공화국의 다이빙 선수로, 1992년 하계 올림픽에 참가했다.